# Protestant Children’s Home
Das Protestant Children’s Home, auch das Protestant Orphans’ Asylum benannt, ist ein historisches Waisenhaus in Mobile im US-Bundesstaat Alabama. Es wurde am 18. Juni 1973 in das National Register of Historic Places aufgenommen. 2015 wurde das Gebäude an die Infants Mystic Society verpachtet, die es seither als Sitzungsloge unter dem Namen Cotton Hall nutzt.

## Geschichte
Das Waisenhaus wurde am 2. Dezember 1839 von Frauen unterschiedlicher evangelischer Konfessionen für die Protestant Orphan Asylum Society gegründet, um evangelische Waisenkinder zu betreuen. Nach den Gelbfieber-Epidemien von 1837 und 1839 waren viele Kinder ohne Eltern zurückgelassen worden. In der damals mehrheitlich katholischen Stadt Mobile wirkten schon ein katholisches Waisenhaus sowie andere Organisationen. Die Protestant Orphan Asylum Society betreute ursprünglich Kinder bis 10 Jahren, aber nahm später Mädchen bis 18 Jahren und Jungen bis 14 Jahren auf.

## Architektur
Das Waisenhaus wurde vom Architekten Henry Moffatt aus Philadelphia entworfen und ab dem 4. Juli 1845 errichtet. Der dreigeschossige Steinbau wurde auf einem Mittelsaalplan im späteren Federal Style aufgebaut. Das Erdgeschoss liegt an Bodenhöhe und wird von zwei weiteren Stockwerken überragt. Die Frontfassade erstreckt sich über fünf Jochen und ist mit einem zweigeschossigen gusseisernen Portikus verziert, der vor den drei zentralen Jochen steht. Der obere Stock des Portikus besitzt einen kunstvollen Baluster und Gitterwerk. Kleine Veränderungen wurden am Gebäude am Ende des 19. Jahrhunderts durchgeführt. Die Hinterseite wurde 1924 ausgebaut und der Bau wurde 1950 vollständig renoviert.